# Juana Amalia Rodríguez Hernández
Juana Amalia Rodríguez Hernández, née le 24 juin 1955, est une femme politique espagnole membre du Parti socialiste ouvrier espagnol (PSOE).
Elle est élue députée de la circonscription de Séville lors des élections générales de décembre 2015.

## Biographie

### Vie privée
Elle nait dans un petit village de la province de Cáceres en 1955. Passant son enfance et une partie de sa jeunesse sous le franquisme, elle se tourne vers les partis de gauche encore dans la clandestinité.
Elle est mariée avec Emilio de Llera — conseiller à la Justice et à l'Intérieur de la Junte d'Andalousie entre mai 2012 et juin 2017 — et mère de trois enfants dont Rosauro Varo, compagnon de l'actrice Amaia Salamanca.

### Haute-fonctionnaire andalouse
Elle commence ses études à l'université de Séville mais les termine à l'université de Cordoue pour des motifs familiaux où elle obtient sa licence en droit. Revenue à Séville, elle commence à travaille dans l'administration de la Junte d'Andalousie. Elle réussit le concours de la fonction publique en 1991 et intègre le Corps supérieur des Administrateurs généraux.
Entre 1988 et 1997, elle est cheffe du service de la promotion des consommateurs. Elle participe à la mise en place de la Junte arbitrale régionale de la consommation et en devient la première présidente de 1993 à 1999. En 1997, elle est nommée membre de la commission assesseure au commerce intérieur et coordonnatrice générale de la Direction générale du commerce, de la consommation et de la coopération économique. En 1999, elle est nommée secrétaire générale du Conseil économique et social d'Andalousie ; poste qu'elle occupe jusqu'en 2010, lorsqu'elle devient directrice-gérante de l'Agence de défense des compétences andalouses. Entre août 2012 et novembre 2014, elle est secrétaire générale des Relations avec le Parlement d'Andalousie.

### Adhésion au PSOE
Elle adhère au PSOE à la fin des années 1970, lorsque le gouvernement d'Adolfo Suárez légalise les partis de gauche dans le cadre de la Transition démocratique. Depuis, elle milite dans le groupement local des districts sévillans de Triana et de Los Remedios — le même que celui de Susana Díaz — dont elle est présidente.

### Députée andalouse
Elle est investie en dixième position sur la liste de José Antonio Griñán dans la circonscription autonomique de Séville à l'occasion des élections andalouses de mars 2012. Le parti ne remporte que neuf sièges et elle n'est pas élue. Avec le remplacement de Griñán à la présidence de la Junte par Susana Díaz et la démission de celui-ci de son mandat de parlementaire régional, Amalia Rodríguez devient députée au Parlement d'Andalousie en décembre 2013. Elle est porte-parole à la commission du Règlement et siège à la commission de l'Éducation, de la Culture et du Sport, et à celle de l'Économie, de l'Innovation, de la Science et de l'Emploi.
Elle perd son mandat avec le tenue des élections andalouses anticipées de mars 2015, convoquées par la présidente de la Junte. Elle est alors nommée au poste de secrétaire générale au Tourisme par Luciano Alonso, conseiller à l'Éducation, à la Culture, aux Sports, au Tourisme et au Commerce. Elle fait alors l'objet de critiques car elle est la femme du conseiller à la Justice.

### Députée nationale
Elle se porte candidate lors des élections générales de décembre 2015 en occupant la deuxième place sur la liste menée par Antonio Pradas dans la circonscription de Séville,. Elle fait son entrée au Congrès des députés après que la liste a obtenu l'appui de 371 142 électeurs (33,92 %) et remporté cinq des douze mandats en jeu. Elle est membre de la commission de l'Économie et de la Compétitivité, de la commission de l'Emploi et de la Sécurité sociale et est porte-parole adjointe à celle du Suivi et de l'Évaluation des accords du pacte de Tolède.
Elle conserve sa place sur la liste lors du scrutin législatif anticipé de juin 2016,, et est réélue au palais des Cortes après que la liste a remporté quatre mandats. De nouveau membre de la commission de l'Emploi et de la Sécurité sociale, elle intègre la commission de la Culture et conserve ses attributions à la commission du pacte de Tolède.